# 한희정 (작가)
한희정은 대한민국의 드라마 작가이다.

## 집필 작품
- 2011년 KBS 드라마 스페셜 《기쁜 우리 젊은 날》
- 2012년 KBS 드라마 스페셜 《국회의원 정치성 실종사건》
- 2014년 KBS 수목드라마 《조선 총잡이》
- 2016년 KBS TV소설 《내 마음의 꽃비》 (중도 하차[1])
- 2018년 JTBC 월화드라마 《일단 뜨겁게 청소하라》
- 2021년 KBS 월화드라마 《연모》

## 수상 경력
- 2022년 제17회 서울 드라마 어워즈 작가상 (연모)